# Dhoo
De Dhoo is een rivier op het eiland Man. De rivier ontspringt bij Marown en stroomt door het midden van Man en kruist hier met de rivier de Glass en stroomt hierna de haven van Douglas in. Op de oevers van de Dhoo kan men oude kerken bewonderen. De lengte van de rivier is ongeveer 9,1 kilometer.
De naam komt van het Manx-Gaelisch. Dhoo betekent donker of zwart. Maar uit recenter onderzoek blijkt dat de naam ook van het Keltische duboglassio kan komen, wat hetzelfde betekent (donker of zwart).